# Mike Phillips
Mike Phillips (Michael Angus Phillips; n. 8 august 1941, Georgetown, Guyana) este un scriitor britanic. Este cunoscut pentru romanele sale polițiste, îndeosebi pentru seria celor patru romane avându-l ca erou pe jurnalistul de culoare Sam Dean.
Mike Phillips, OBE, FRSL, FRSA, a primit titlul de Societar al fundației The Arts Foundation, în 1996, pentru lucrările sale de literatură polițistă.

## Cărți publicate (selecție)
- Blood Rights (Dreptul sângelui, 1989), carte adaptată de BBC pentru televiziune,
- The Late Candidate (Ultimul candidat, 1990), volum care a câștigat premiul Silver Dagger (Pumnalul de argint), decernat de Asociația Britanică a Scriitorilor de Romane Polițiste,
- Point of Darkness (La limita întunericului, 1994) și
- An Image to Die For (O imagine pentru care merită să mori, 1995).
- The Dancing Face (Fața care dansează, 1998) este un thriller a cărui acțiune este legată de o neprețuită mască din Benin.
- A Shadow of Myself (O umbră a mea, 2000) este despre un tânăr de culoare, regizor de film documentar, care lucrează în Praga și despre un bărbat care pretinde că ar fi fratele lui.

Volumul The Name You Once Gave Me (Numele pe care mi l-ai dat cândva, 2006) a fost scris ca parte dintr-o campanie împotriva analfabetismului susținută de guvernul britanic.